# Eleição municipal de Araucária em 2016
A eleição municipal de Araucária em 2016 foi realizada para eleger um prefeito, um vice-prefeito e 11 vereadores no município de Araucária, no estado brasileiro do Paraná. Foram eleitos Hissan Dehaini  para o cargo de prefeito e Hilda Seima, como vice-prefeita. Seguindo a Constituição, os candidatos são eleitos para um mandato de quatro anos a se iniciar em 1º de janeiro de 2017. A decisão para os cargos da administração municipal, segundo o Tribunal Superior Eleitoral, contou com 86 811 eleitores aptos e 6 980 abstenções, de forma que 8.04% do eleitorado não compareceu às urnas naquele turno.

## Antecedentes
Na eleição municipal de 2012, Hissam foi derrotado, já no primeiro turno, por mais de 13% de votos pelo candidato do PMDB, Olizandro Ferreira. O prefeito eleito renunciou ao cargo após 3 anos por complicações médicas, apresentando um quadro grave da síndrome de miastenia gravis, doença autoimune que atinge os músculos do corpo, sendo substituído pelo seu vice Rui Souza (PTC) que assumiu o cargo até o fim do mandato. 

## Campanha
Procurando maior apoio da população da cidade de Araucária, a direção municipal do PPS realizou diversos atos na principal via da cidade, a Avenida Manoel Ribas, nos quais a legenda promovia o candidato que conversava com a população e distribuía adesivos do partido para colocarem nos carros. Os eventos foram apelidados pelos simpatizantes como “adesivaço”.
Durante período pré-eleitoral, o candidato do PPS enfrentou polemicas ao surgir o boato de que indicaria o assessor do vereador Alex Nogueira (PSDB), Ben-Hur, como vice-prefeito, para servir como uma espécie de boi de piranha, em que o empresário teria usado o nome do ex-assessor para barganhar com outros políticos e empresários da cidade, enfrentando assim forte resistência de partidos da coligação, como o PC do B que ameaçou não seguir na campanha com Hissam. 

## Resultados

### Eleição municipal de Araucária em 2016 para prefeito
A eleição para prefeito contou com 7 candidatos em 2016: Rosane Ferreira do Partido Verde (Brasil), Hissam Hussein Dehaini do Partido Popular Socialista, Clodoaldo Nepomuceno Pinto Junior do Partido Republicano da Ordem Social, Orivaldo Jose Augusto do Partido Humanista da Solidariedade, Rui Sergio Alves de Souza do Partido Trabalhista Cristão, Rivadal Donizete Padilha do Partido dos Trabalhadores, Eliceu Palmonari do Partido Renovador Trabalhista Brasileiro que obtiveram, respectivamente, 15 347, 37 206, 3 600, 2 998, 10 389, 516, 828 votos. O Tribunal Superior Eleitoral também contabilizou 8.04% de abstenções nesse turno.
| Candidato(a)                             | Vice                      | Coligação                                                | Votos recebidos | Percentual |
| ---------------------------------------- | ------------------------- | -------------------------------------------------------- | --------------- | ---------- |
| Hissam Hussein Dehaini (PPS)             | Hilda Lukalski Seima      | Com a Força do Povo Vamos Trabalhar Por uma Feliz Cidade | 37206           | 52.49%     |
| Rosane Ferreira (PV)                     | Alex Luiz Nogueira        | Araucária em Boas Mãos                                   | 15347           | 21.65%     |
| Rui Sergio Alves de Souza (PTC)          | Pedro Ferreira de Lima    | Você do Lado Certo                                       | 10389           | 14.66%     |
| Clodoaldo Nepomuceno Pinto Junior (PROS) | Vinicius Moraes de Castro | Faxina Total                                             | 3600            | 5.08%      |
| Orivaldo Jose Augusto (PHS)              | Danilo Gobbo Donoso       | Paixão Por Araucária                                     | 2998            | 4.23%      |
| Eliceu Palmonari (PRTB)                  | Marco Antonio Honorio     | (sem coligação)                                          | 828             | 1.17%      |
| Rivadal Donizete Padilha (PT)            | Jose Carlos da Cruz       | (sem coligação)                                          | 516             | 0.73%      |

### Eleição municipal de Araucária em 2016 para Vereador
Na decisão para o cargo de vereador na eleição municipal de 2016, foram eleitos 11 vereadores com um total de 70 566 votos válidos. O Tribunal Superior Eleitoral contabilizou 4 382 votos em branco e 4 883 votos nulos. De um total de 86 811 eleitores aptos, 6 980 (8.04%) não compareceram às urnas.
| Nome                               | Partido político                               | Coligação                                                | Votos recebidos | Percentual |
| ---------------------------------- | ---------------------------------------------- | -------------------------------------------------------- | --------------- | ---------- |
| Fabio Alceu Fernandes              | Partido Socialista Brasileiro (PSB)            | União Para Vencer                                        | 2568            | 3.64%      |
| Ben Hur Custodio de Oliveira       | Partido da República (PR)                      | Com a Força do Povo Vamos Trabalhar por uma Feliz Cidade | 2552            | 3.62%      |
| Lucineia de Jesus Ferreira de Lima | Movimento Democrático Brasileiro (MDB)         | União Para Vencer                                        | 2465            | 3.49%      |
| Francisco Carlos Cabrini           | Partido Progressista (PP)                      | União e Força                                            | 2311            | 3.27%      |
| Celso Nicácio da Silva             | Partido Social Liberal (PSL)                   | União e Força                                            | 2106            | 2.98%      |
| Amanda Maria Brunatto Silva Nassar | Partido da Mobilização Nacional (PMN)          | Com a Força do Povo Vamos Trabalhar por uma Feliz Cidade | 2048            | 2.9%       |
| Tatiana Assuiti Nogueira           | Partido da Social Democracia Brasileira (PSDB) | Juntos Cuidando de Araucária                             | 1953            | 2.77%      |
| Wilson Roberto David Mota          | Partido Social Democrático (PSD)               | Partido Social Democrático (sem coligação)               | 1741            | 2.47%      |
| Vanderlei Francisco de Oliveira    | Democratas (DEM)                               | Araucaria no Rumo Certo                                  | 1708            | 2.42%      |
| Claudio Sarnik                     | Partido Popular Socialista (PPS)               | Com a Força do Povo Vamos Trabalhar por uma Feliz Cidade | 1345            | 1.91%      |
| Leandro Andrade Preto              | Partido Popular Socialista (PPS)               | Com a Força do Povo Vamos Trabalhar por uma Feliz Cidade | 1184            | 1.68%      |

## Análise
O empresário eleito prefeito com mais de 37 mil votos, festejou, no dia 2 de outubro, a sua vitória com grande distancia de votos dos outros candidatos. Do topo de seu hotel na cidade de Araucária, Hissam Hussein Dehaini (PPS) celebrou seus mais de 30% de vantagem sobre e concorrente Rosane Ferreira, do PV, com um show de fogos do heliponto do prédio. 
Apesar da relação com partidos de princípios distintos, na coligação Com a Força do Povo Vamos Trabalhar Por uma Feliz Cidade, o prefeito que já acumula diversas polêmicas em sua candidatura, numa comissão de transição de governo organizada pelo mesmo e o ex-prefeito Rui Souza, assegurou a união do governo da cidade. O empresário reafirmou o desejo de realizar uma transição de mandatos de maneira amistosa e sem pressões de ambas as partes.
Hissam e a vice-prefeita Hilda Seima foram empossados em 1o de janeiro  para o primeiro mandato do partido. 